# Hymenoepimecis neotropica
Hymenoepimecis neotropica är en stekelart som först beskrevs av Charles Thomas Brues och Richardson 1913.  Hymenoepimecis neotropica ingår i släktet Hymenoepimecis och familjen brokparasitsteklar. Inga underarter finns listade i Catalogue of Life.